# Бобан Петковић
Бобан Петковић (Врање, 16. јул 1973) српски је новинар, вероучитељ и друштвени активиста који живи и ради у Швајцарској.

## Биографија
Бобан Петковић је у родном Врању ишао у основну школу и матурирао у Гимназији „Бора Станковић”. Образовање је наставио у Београду, где је 1996. завршио Вишу пословну школу на Француско-америчком институту за менаџмент (фр. Institut franco-américain de management – IFAM). Године 2007. је дипломирао је на студијама теологије Богословског института Православног богословског факултета Универзитета у Београду и постао православни вероучитељ. У Центру за религију, економију и политику Факултета културних и друштвених наука Универзитета у Луцерну 2012. je стекао звање мастера.
Од 1996. до 1999. године је у Швајцарској радио привремене послове, а онда је отишао у Аустралију ради усавршавања енглеског језика у Сиднеју.
Приредио је књигу „Св. владика Николај – поуке, поруке и беседе”, коју је 2004. објавила издавачка кућа „Буђење” из Врања.
Главни је и одговорни уредник портала „Swiss Serbi” и иницијатор истоименог пројекта.
Говори немачки језик, а служи се енглеским и руским.
Ожењен је и има двоје деце. Живи у Небикону, у кантону Луцерн.

## Друштвени рад
Петковић је активан припадник српске заједнице у Швајцарској. Од 2006. године је члан Управног одбора Српског културног савеза Швајцарске (СКСШ), којег је од 2012. до 2015. био и председник. Задужен за информисање, био је и уредник веб-сајта Савеза, али и делегат у Скупштини дијаспоре.
Покретач је двојезичних (на српском и немачком језику) часописа „Швајцарска и Србија – две приче о слободи” (2008) и „Swiss Serbi” (2015).
Као координатор невладине организације „ALTS”, која делује на пољу интеграције имиграната у швајцарско друштво, спроводи пројекат „Отаџбина и домовина”, намењен српској деци у Швајцарској путем допунских школа матерњег језика у кантонима Луцерн, Аргау и Цуг.

## Пројекат „Swiss Serbi”
Бобан Петковић је идејни творац пројекта „Swiss Serbi”. Овај пројекат има за циљ да представи српску заједницу у Швајцарској, да поспешује интеграцију Срба у швајцарско друштво, да представи привредне потенцијале Србије и да подржи инвестиционе пројекте у Србију, превасходно Срба али и Швајцараца.